# Centrosema
Genre
Centrosema est un genre de plantes à fleurs dicotylédones de la famille des Fabaceae (légumineuses), sous-famille des Faboideae, originaire d'Amérique et d'Australie, qui comprend une cinquantaine d'espèces acceptées.
Ce sont  des plantes herbacées ou  des sous-arbrisseaux. Certaines espèces sont cultivées comme plantes fourragères qui peuvent largement supporter des conditions climatiques extrêmes. On les emploie aussi comme cultures de couverture et engrais vert.
Les chenilles de lépidoptères qui se nourrissent sur ce genre de plantes comprennent Astraptes fulgerator retrouvé au moins parfois sur Centrosema macrocarpum et Centrosema plumieri.

## Liste d'espèces
Selon The Plant List (23 décembre 2018) :
- Centrosema acutifolium Benth.
- Centrosema angustifolium (Kunth) Benth.
- Centrosema arenarium Benth.
- Centrosema arenicola (Small) F.J.Herm.
- Centrosema bellum Vigo
- Centrosema bifidum Benth.
- Centrosema bracteosum Benth.
- Centrosema brasilianum (L.) Benth.
- Centrosema capitatum (Rich.) Amshoff
- Centrosema carajasense Cavalc.
- Centrosema conjugatum Steud.
- Centrosema coriaceum Benth.
- Centrosema dasyanthum Benth.
- Centrosema fasciculatum Benth.
- Centrosema floridanum (Britton) Lakela
- Centrosema galeottii Fantz
- Centrosema grandiflorum Benth.
- Centrosema grazielae V.P.Barbosa
- Centrosema haitiense Urb. & Ekman
- Centrosema heteroneura (Standl.) Standl.
- Centrosema heteroneurum (Standl.) Standl.
- Centrosema jaraguaense Hoehne
- Centrosema jaraguaensis Hoehne
- Centrosema kermesii Burkart
- Centrosema latidens Killip & J.F.Macbr.
- Centrosema lobatum (Britton & P. Wilson) Urb.
- Centrosema lucia-helenae Brandão & Gavil.
- Centrosema macranthum Hoehne
- Centrosema macrocarpum Benth.
- Centrosema molle Benth.
- Centrosema pascuorum Benth.
- Centrosema platycarpum Benth.
- Centrosema plumieri (Pers.) Benth.
- Centrosema pubescens Benth.
- Centrosema rotundifolium Benth.
- Centrosema sagittatum (Willd.) L.Riley
- Centrosema schottii (Millsp.) K.Schum.
- Centrosema seymourianum Fantz
- Centrosema tapirapoanense Hoehne
- Centrosema teresae Brandão & Sousa Costa
- Centrosema tetragonolobum Schultze-Kr. & R.J. Williams
- Centrosema triquetrum (Benth.) Benth.
- Centrosema unifoliatum (Rose) Lundell
- Centrosema variifolium Burkart
- Centrosema venosum Benth.
- Centrosema verticillatum Benth.
- Centrosema vetulum Benth.
- Centrosema vexillatum Benth.
- Centrosema virginianum (L.) Benth.